# 菸草鑲嵌病毒
烟草花叶病毒（Tobacco mosaic virus；），又譯為煙草花葉病毒，是首支被發現的病毒，為正單鏈RNA病毒，專門感染植物，尤其是菸草及其他茄科植物，能使這些受感染的葉片看來斑駁污損，因此得名（為馬賽克，也就是拼貼之意）。19世紀末期人們已知有某種威脅菸草作物生存的疾病，但直到1930年才確知此病毒的存在。

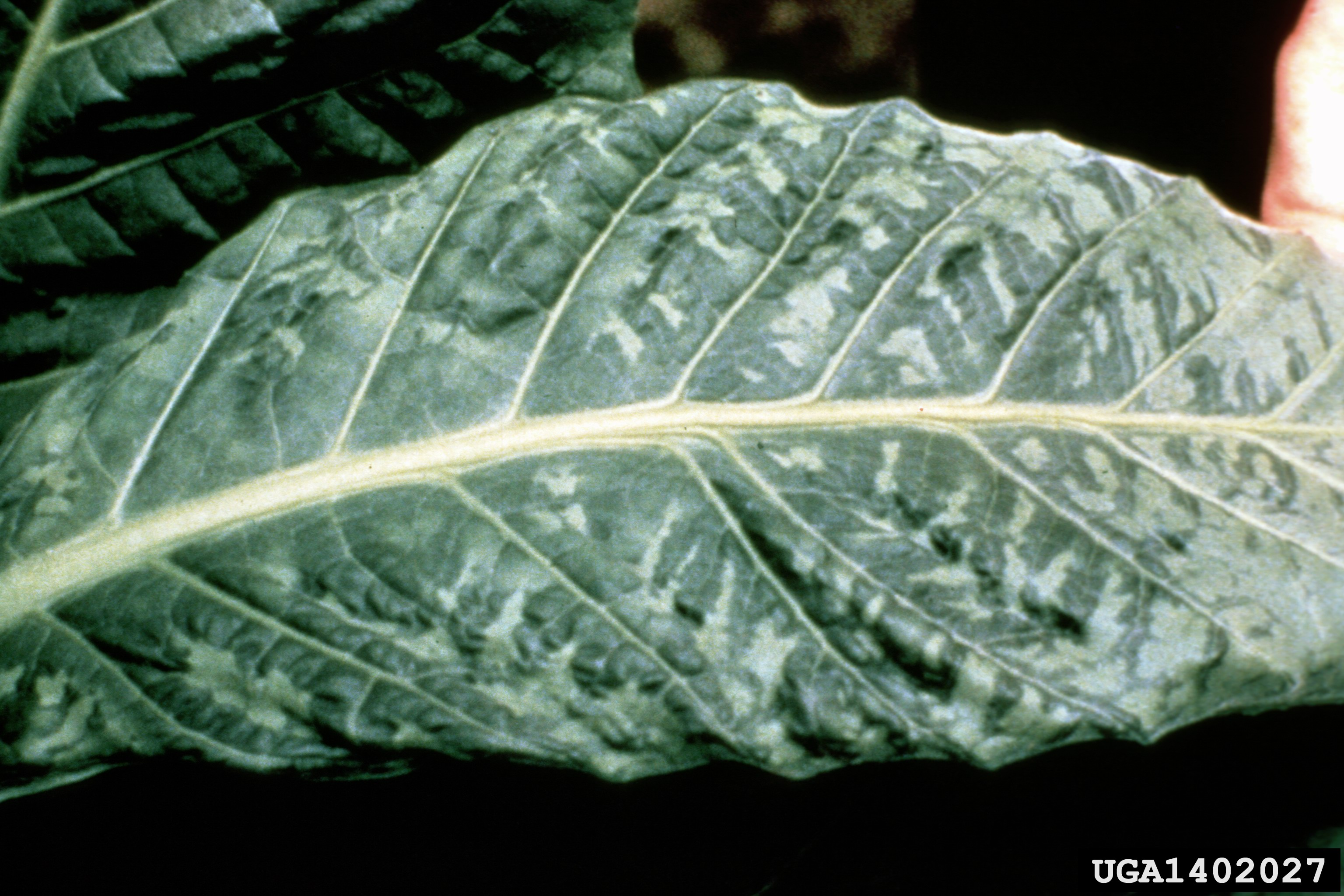
被烟草花叶病毒感染的烟草叶片

被烟草花叶病毒感染的兰花叶片

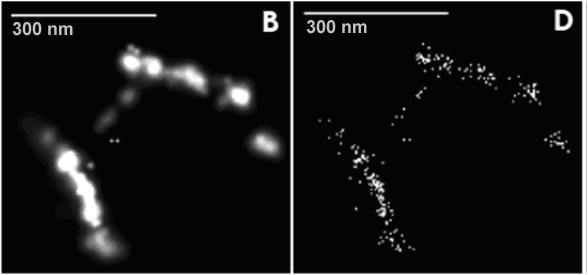
顯微鏡下的煙草花葉病毒

目前烟草花叶病毒是病毒學的模式生物之一。

## 历史
1886年，农业化学家阿道夫·E·迈耶（Adolf Eduard Mayer）首次描述了烟草花叶病，迈耶将得病的植株里提取汁液并注射到健康植株上，健康植株就被感染了，因此认为这种疾病可在植物之间传播，类似于细菌感染。
1892年，德米特里·伊凡諾夫斯基首次提供了非细菌传染病的具体证据，表明即使经过最细的尚柏朗過濾器过滤，被感染的汁液仍具有传染性。

## 延伸閱讀
- Creager, Angela N. The Life of a Virus: Tobacco Mosaic Virus as an Experimental Model, 1930-1965. Chicago, IL: University of Chicago Press, 2002.

## 外部連結
- Description of plant viruses - TMV （页面存档备份，存于） - contains information on symptoms, hosts species, purification etc.
- Further information
- Electron microscope image of TM （页面存档备份，存于）